# Larroque-Toirac
Larroque-Toirac (occitanisch: La Ròca de Toirac) ist eine südfranzösische Gemeinde mit 132 Einwohnern (Stand 1. Januar 2022) im Département Lot in der Region Okzitanien. Sie ist Bestandteil des Regionalen Naturparks Causses du Quercy.

## Lage
Larroque-Toirac liegt auf dem Nordufer des Flusses Lot in einer Höhe von ca. 180 Metern ü. d. M. am südwestlichen Rand des Zentralmassivs. Figeac, die nächstgrößere Stadt, ist nur etwa 15 Kilometer (Fahrtstrecke) in nordöstlicher Richtung entfernt; die Stadt Cahors befindet sich etwa 62 Kilometer westlich.

## Bevölkerungsentwicklung
| Jahr      | 1962 | 1968 | 1975 | 1982 | 1990 | 1999 | 2006 | 2017 |
| Einwohner | 159  | 152  | 160  | 161  | 132  | 135  | 165  | 133  |

Im 19. Jahrhundert hatte der Ort meist um die 450 Einwohner. Infolge der Reblauskrise im Weinbau und der Mechanisierung der Landwirtschaft ging die Einwohnerzahl in der ersten Hälfte des 20. Jahrhunderts kontinuierlich bis auf die Tiefststände in den 1990er Jahren zurück.

## Wirtschaft
Im Haut-Quercy wurde die Landwirtschaft in erster Linie zur Selbstversorgung betrieben, zu der bis ins 19. Jahrhundert hinein auch der Weinbau gehörte, der aber nach der Reblauskrise nahezu gänzlich aufgegeben wurde. Heute spielt – neben Landwirtschaft, Kleinhandel und Handwerk – der Tourismus in Form der Vermietung von Ferienwohnungen (gîtes) eine große Rolle im Wirtschaftsleben der Gemeinde.

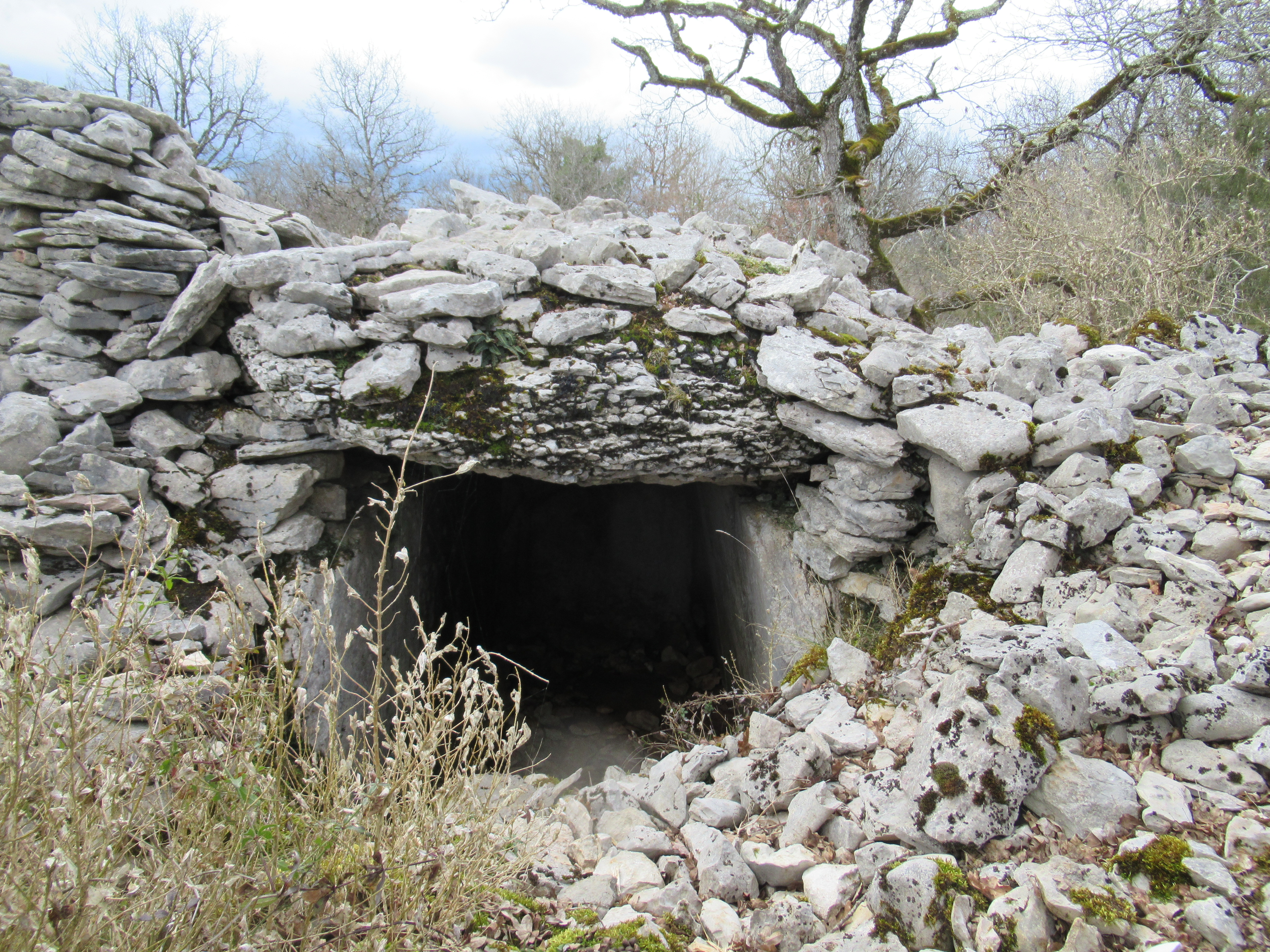
Dolmen Pech de Molinie
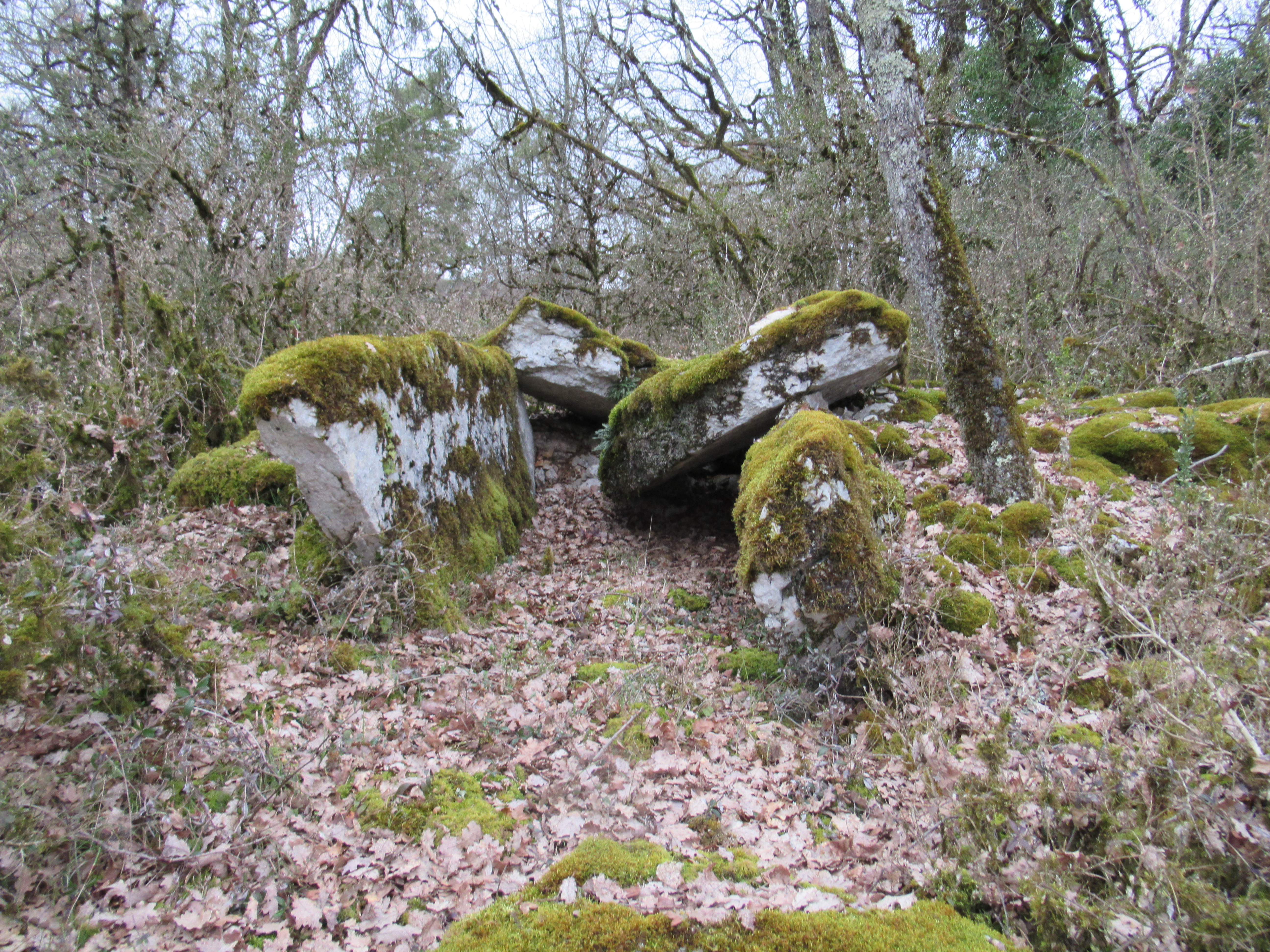
Dolmen de la Fumade
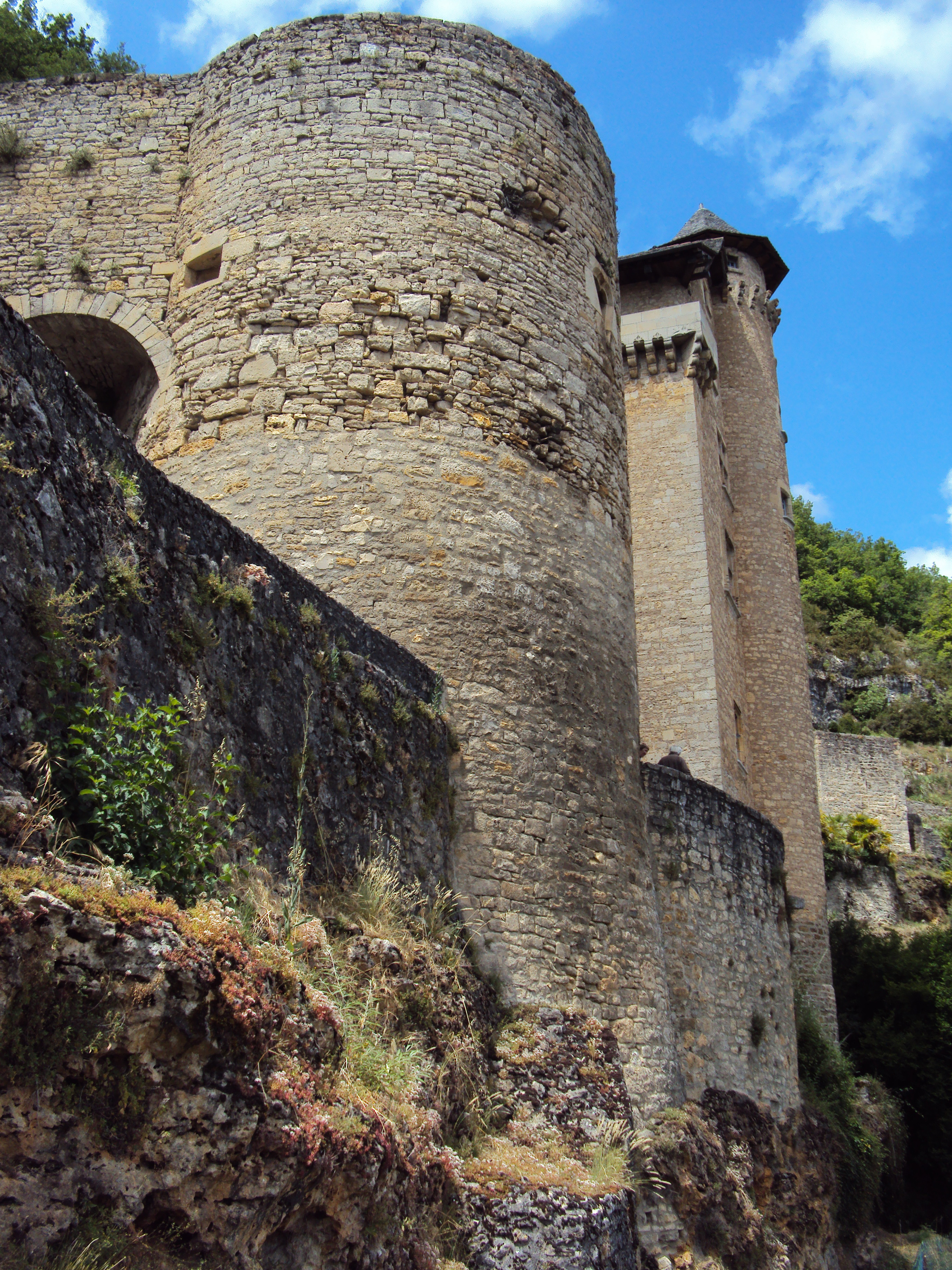
Schloss

## Sehenswürdigkeiten
- Die Burg (château) entstand – ausgehend von einem castrum des 13. Jahrhunderts, welches im Hundertjährigen Krieg (1337–1453) wiederholt von den Engländern eingenommen wurde – in seinem heutigen Zustand weitgehend in der zweiten Hälfte des 15. Jahrhunderts. Die dekorativen Wandmalereien im Innern entstammen den Jahren 1515–1531. Das Bauwerk befindet sich in Privatbesitz, ist aber im Sommer (1. Juli bis 30. September) für Besucher geöffnet; es wurde im Jahre 1993 als Monument historique eingestuft.[1]
- Zum Schloss gehört auch ein Taubenhaus (pigeonnier) aus ziegelsteingefülltem Fachwerk, das auf vier Steinpfeilern steht.
- Die örtliche Pfarrkirche ist ein Bau des 19. Jahrhunderts.